# Paracollyria lutea
Paracollyria lutea är en stekelart som först beskrevs av Holmgren 1868.  Paracollyria lutea ingår i släktet Paracollyria och familjen brokparasitsteklar. Inga underarter finns listade i Catalogue of Life.